# Liste der Kulturgüter in Renan
Die Liste der Kulturgüter in Renan enthält alle Objekte in der Gemeinde Renan im Kanton Bern, die gemäss der Haager Konvention zum Schutz von Kulturgut bei bewaffneten Konflikten, dem Bundesgesetz vom 20. Juni 2014 über den Schutz der Kulturgüter bei bewaffneten Konflikten sowie der Verordnung vom 29. Oktober 2014 über den Schutz der Kulturgüter bei bewaffneten Konflikten unter Schutz stehen.
Objekte der Kategorien A und B sind vollständig in der Liste enthalten, Objekte der Kategorie C fehlen zurzeit (Stand: 4. April 2024). Unter übrige Baudenkmäler sind geschützte Objekte zu finden, die im Bauinventar des Kantons Bern als «schützenswert» verzeichnet sind.

## Kulturgüter
| Foto |                                                                  | Objekt                                              | Kat. | Typ | Standort                                                      | Beschreibung |
| ---- | ---------------------------------------------------------------- | --------------------------------------------------- | ---- | --- | ------------------------------------------------------------- | --- |
| BW   | Datei hochladen · Wikidata zu Bauernhaus "La Brise" (Q110920289) | Bauernhaus La Brise / Ferme La Brise KGS-Nr.: 16767 | A    | G   | Envers des Convers 87 558244 / 216808                         | Bauernhaus (1624/1627) |
| ja   | Datei hochladen · Wikidata zu Reformierte Kirche (Q29674596)     | Reformierte Kirche / Temple KGS-Nr.: 01169          | B    | G   | Rue Samuel-d’Aubigné 4 Rue Samuel-d'Aubigné 4 561344 / 219708 | In den Jahren 1627 bis 1631 erbautes Kirchengebäude. Die schlichte, mit Weisszement verputzte Saalkirche besitzt eine nach Nordosten abgerundete Dreiachtel-Apsis. Über der von Pilastern eingerahmten Südwestfassade erhebt sich der 1885 hinzugefügte Kirchturm im neuromanischen Stil, erbaut aus Kalksteinblöcken und abgeschlossen von einem Spitzhelm. |

## Übrige Baudenkmäler
Hinweis: Anstelle der KGS-Nummer wird als Objekt-Identifikator (ID) die Grundstücksnummer verwendet.
| ID  | Foto |                                                                               | Objekt | Typ | Standort                                    | Beschreibung                      |
| --- | ---- | ----------------------------------------------------------------------------- | --- | --- | ------------------------------------------- | --------------------------------- |
| 8   | BW   | Datei hochladen                                                               | Fabrik (1912) / Fabrique (1912) | G   | Rue Berthold-Vuilleumier 14 561100 / 219637 |                                   |
| 9   | BW   | Datei hochladen                                                               | Brunnen (1842) / Fontaine (1842) | K   | Place Ami-Girard N.N. 561285 / 219630       |                                   |
| 26  | BW   | Datei hochladen                                                               | Mietshaus (frühes 19. Jh.) / Maison locative (début 19ème s.)                                                                                                   | G   | Rue des Etoblons 5 561191 / 219708          |                                   |
| 28  | BW   | Datei hochladen                                                               | Mietshaus (Mitte 19. Jh.) / Immeuble locatif (milieu 19ème s.)                                                                                                  | G   | Rue Berthold-Vuilleumier 9 561132 / 219645  |                                   |
| 37  | ja   | Datei hochladen · Wikidata zu Wohnhaus (1820) (Q116962714)                    | Wohnhaus (1820) / Maison d’habitation (1820) | G   | Place Ami-Girard 4 561269 / 219649          |                                   |
| 42  | BW   | Datei hochladen                                                               | Wohnhaus und Restaurant La Clef (Ende 18. Jh.) / Maison d’habitation et restaurant "La Clef" (fin 18ème s.)                                                     | G   | Grand-Rue 37 561259 / 219600                |                                   |
| 43  | BW   | Datei hochladen                                                               | Wohn- und Geschäftshaus (1782) / Maison d’habitation-commerce (1782)                                                                                            | G   | Grand-Rue 39 561242 / 219598                |                                   |
| 48  | BW   | Datei hochladen                                                               | Mietshaus (Mitte 19. Jh.) / Maison locative (milieu 19ème s.)                                                                                                   | G   | Route des Convers 4 561211 / 219567         |                                   |
| 58  | BW   | Datei hochladen                                                               | Bauernhaus (1775) / Ferme (1775) | G   | Route des Convers 12 561119 / 219496        |                                   |
| 69  | BW   | Datei hochladen                                                               | Pfarrhaus (um 1800) / Cure (vers 1800) | G   | Rue Samuel-d’Aubigné 1 561317 / 219717      | Geburtshaus von Paul-Henri Besson |
| 72  | ja   | Datei hochladen · Wikidata zu Hotel "Cheval Blanc" (18./19. Jh.) (Q125337878) | Hotel "Cheval Blanc" (18./19. Jh.) / Hôtel-restaurant du "Cheval blanc" et habitation (18ème s. et 19ème s.)                                                    | G   | Place Ami-Girard 2 561297 / 219666          |                                   |
| 74  | BW   | Datei hochladen                                                               | Zollhaus (1723) / Maison des douanes (1723) | G   | Grand-Rue 12 561380 / 219709                |                                   |
| 75  | BW   | Datei hochladen                                                               | Mietshaus (1856) / Maison locative (1856) | G   | Grand-Rue 10 561391 / 219720                |                                   |
| 79  | ja   | Datei hochladen                                                               | Schulhaus (1858–60) und Gemeindeverwaltung / Collège (1858–60) et administration communale                                                                      | G   | Rue du Collège 5 561332 / 219789            |                                   |
| 82  | BW   | Datei hochladen                                                               | Mietshaus (Mitte 19. Jh.) / Maison locative (milieu 19ème s.)                                                                                                   | G   | Grand-Rue 8 561407 / 219737                 |                                   |
| 84  | BW   | Datei hochladen                                                               | Haus Cattin (2. Hälfte 18. Jh.) / Maison Cattin (2ème moitié 18ème s.)                                                                                          | G   | Grand-Rue 6 561437 / 219763                 |                                   |
| 85  | BW   | Datei hochladen                                                               | Bauernhaus (18. Jh.) / Ferme (18ème s.) | G   | Grand-Rue 4 561480 / 219794                 |                                   |
| 98  | BW   | Datei hochladen                                                               | Post und Wohnhaus (1910) / Poste et maison d’habitation (1910)                                                                                                  | G   | Place Ami-Girard 3 561302 / 219603          |                                   |
| 105 | BW   | Datei hochladen                                                               | Mietshaus (1844) / Immeuble locatif (1844) | G   | Route des Convers 9 561257 / 219564         |                                   |
| 127 | BW   | Datei hochladen                                                               | Mietshaus (Ende 19. Jh.) mit Fabrik / Immeuble locatif (fin 19ème s.) avec fabrique                                                                             | G   | Grand-Rue 29 561362 / 219662                |                                   |
| 131 | BW   | Datei hochladen                                                               | Mietshaus (Mitte 19. Jh.) / Immeuble locatif (milieu 19ème s.)                                                                                                  | G   | Rue de l’Erguel 7 561419 / 219658           |                                   |
| 132 | BW   | Datei hochladen                                                               | Mietshaus (Mitte 19. Jh.) / Immeuble locatif (milieu 19ème s.)                                                                                                  | G   | Rue de l’Erguel 9 561429 / 219668           |                                   |
| 133 | BW   | Datei hochladen                                                               | Mietshaus (1856) / Immeuble locatif (1856) | G   | Rue de l’Erguel 11 561434 / 219673          |                                   |
| 140 | BW   | Datei hochladen                                                               | Wohnhaus (18. Jh.) / Maison d’habitation (18ème s.) | G   | Grand-Rue 13 561470 / 219724                |                                   |
| 145 | BW   | Datei hochladen                                                               | Wohnhaus (1840) / Maison d’habitation (1840) | G   | Route des Convers 27 561139 / 219487        |                                   |
| 145 | BW   | Datei hochladen                                                               | Wohnhaus (1840) / Maison d’habitation (1840) | G   | Route des Convers 25 561156 / 219499        |                                   |
| 153 | BW   | Datei hochladen                                                               | Wohnhaus (1850) / Maison d’habitation (1850) | G   | Route des Convers 13 561215 / 219538        |                                   |
| 181 | BW   | Datei hochladen                                                               | Ehemalige Poststation (1772) umgewandelt in einen grosen Bauernhof namens "Le Bâtiment" / Ancien relais (1772) transformé en grande ferme appelée "le Bâtiment" | G   | Grand-Rue 2 561783 / 220001                 |                                   |
| 249 | BW   | Datei hochladen                                                               | Ehemaliges Schulhaus (2. Hälfte 19. Jh.) / Collège (2ème moitié 19ème s.)                                                                                       | G   | Droit des Convers 96 558542 / 217549        |                                   |
| 251 | BW   | Datei hochladen                                                               | Bauernhaus (18. Jh.) / Ferme (18ème s.) | G   | Droit des Convers 98 558446 / 217449        |                                   |
| 274 | BW   | Datei hochladen                                                               | Bauernhaus (1696) / Ferme (1696) | G   | Droit des Convers 121 556903 / 216217       |                                   |
| 275 | BW   | Datei hochladen                                                               | Ehemaliges Zollhaus (Ende 19. Jh.) / Ancienne maison des douanes (fin 19ème s.)                                                                                 | G   | Droit des Convers 124 556755 / 215997       |                                   |
| 278 | BW   | Datei hochladen                                                               | Ehemaliger Gasthof (1721) / Ancienne auberge (1721) | G   | Droit des Convers 119 556926 / 216256       |                                   |
| 278 | BW   | Datei hochladen                                                               | Ehemalige Poststation und Schmiede (1721) / Ancien relais (de chevaux) et forge (1721)                                                                          | G   | Droit des Convers 120 556917 / 216235       |                                   |
| 286 | BW   | Datei hochladen                                                               | Bauernhaus (1750) / Ferme (1750) | G   | Clermont 142 558241 / 218807                |                                   |
| 287 | BW   | Datei hochladen                                                               | Ehemaliges Zollhaus (18. Jh.) / Douane (18ème s.) | G   | Clermont 165 558103 / 219337                |                                   |
| 290 | BW   | Datei hochladen                                                               | Stall (1. Hälfte 19. Jh.) / Loge (1ère moitié 19ème s.) | G   | Clermont 163 558668 / 219188                |                                   |
| 293 | BW   | Datei hochladen                                                               | Poststation "La Balance", Restaurant und Wohnhaus (um 1800) / Relais "La Balance", restaurant et habitation (vers 1800)                                         | G   | Clermont 138 559174 / 219003                |                                   |
| 312 | BW   | Datei hochladen                                                               | Bauernhaus (1620) / Ferme (1620) | G   | Envers des Convers 103 557862 / 216990      |                                   |
| 321 | BW   | Datei hochladen                                                               | Kleines Bauernhaus (1617) / Fermette (1617) | G   | L’Embossu 15 559713 / 217207                |                                   |
| 322 | BW   | Datei hochladen                                                               | Kleines Bauernhaus (Ende 17./Anfang 18. Jh.) / Fermette (fin 17ème/début 18ème s.)                                                                              | G   | L’Embossu 12 560091 / 217320                |                                   |
| 332 | BW   | Datei hochladen                                                               | Bauernhaus (1618) / Ferme (1618) | G   | Envers des Convers 53 559635 / 217931       |                                   |
| 366 | BW   | Datei hochladen                                                               | Bauernhaus (1644) / Ferme (1644) | G   | Le Plan 32 561098 / 218889                  |                                   |
| 400 | BW   | Datei hochladen                                                               | Kleines Bauernhaus (18. Jh.) / Fermette (18ème s.) | G   | L’Embossu 22 558089 / 216289                |                                   |
| 443 | BW   | Datei hochladen                                                               | Bauernhaus (1686) / Fermette (1686) | G   | Clermont 147 557915 / 217854                |                                   |
| 464 | BW   | Datei hochladen                                                               | Ehemaliges Bauernhaus (1743) / Ferme (1743) | G   | Droit des Convers 99 558384 / 217401        |                                   |
| 465 | BW   | Datei hochladen                                                               | Mietshaus genannt das "Château" (1. Hälfte 19. Jh.) / Maison locative appelée le "Château" (1ère moitié 19ème s.)                                               | G   | Grand-Rue 4c 561467 / 219781                |                                   |
| 470 | BW   | Datei hochladen · Wikidata zu Bauernhaus "La Brise" (Q110920289)              | Bauernhaus "La Brise" (1624/1627) / Ferme "La Brise" (1624/1627)                                                                                                | G   | Envers des Convers 87 558244 / 216808       |                                   |
| 479 | BW   | Datei hochladen                                                               | Bauernhaus (1682) / Ferme (1682) | G   | Envers des Convers 88 558030 / 216767       |                                   |
| 492 | BW   | Datei hochladen                                                               | Bauernhaus (1609) / Ferme (1609) | G   | Clermont 166 558118 / 219174                |                                   |
| 524 | BW   | Datei hochladen                                                               | Taubenhaus vermutlich (Ende 17./Anfang 18. Jh.) / Pigeonnier probablement (fin 17ème/début 18ème s.)                                                            | G   | Envers des Convers 40a 560585 / 218809      |                                   |
| 553 | BW   | Datei hochladen                                                               | Wohnhaus mit Milchladen (1. Hälfte 19. Jh.) / Crémerie, maison d’habitation d(1ère moitié 19ème s.)                                                             | G   | Clermont 137 559204 / 218995                |                                   |
| 555 | BW   | Datei hochladen                                                               | Bauernhaus (18. Jh.) / Ferme (18ème s.) | G   | Envers des Convers 102 558011 / 217098      |                                   |
| 580 | BW   | Datei hochladen                                                               | Bauernhaus (1653) / Ferme (1653) | G   | Envers des Convers 65 559100 / 217911       |                                   |
| 614 | BW   | Datei hochladen                                                               | Bauernhaus "la Mérillane" (1705) / Ferme "la Mérillane" (1705)                                                                                                  | G   | Envers de Renan 10 560528 / 217488          |                                   |